# Fortăreața Edikule

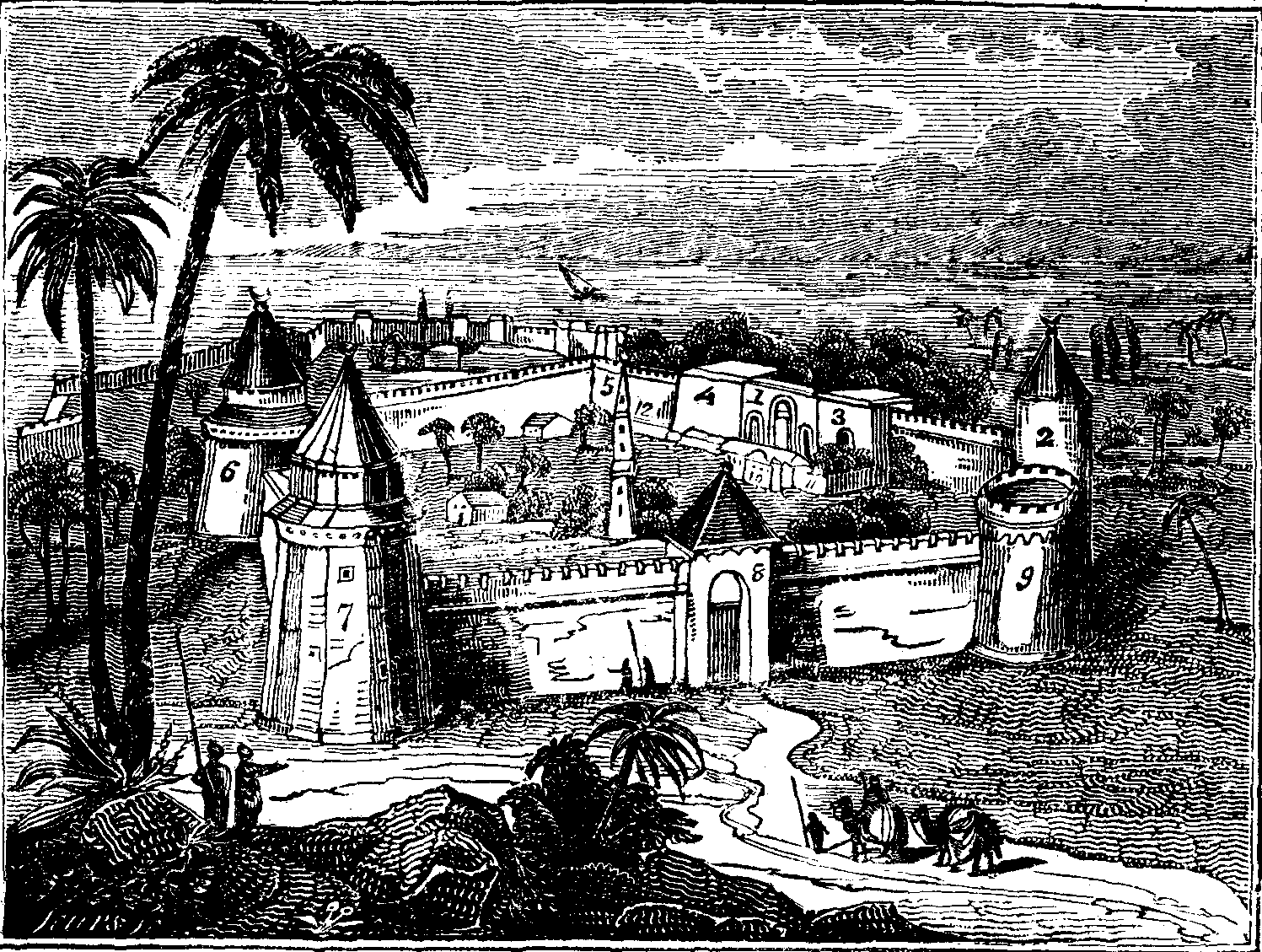
Edikule în 1827

Edikule („Castelul cu Șapte Turnuri”) (turcă Yedikule Hisari, greacă Ἑπταπύργιον, Heptapyrgion) este o renumită cetate din Istanbul, construită de Mahomed al II-lea în 1458, la puțin timp după cucerirea Constantinopolului, prin extinderea fortificațiilor deja existente. La cele 4 turnuri ale Zidurilor Constantinopolului ce formau Poarta de Aur, sultanul a construit în 1458 încă 3 turnuri mai masive.
În cetate, sultanul păstra tezaurul și arhiva. Tot aici erau reținuți dușmanii politici ai sultanului, inclusiv ambasadorii puterilor care luptau împotriva Turciei (ca de exemplu, Petru Tolstoi și Iacov Bulgakov). Unii din ei, ca de exemplu François Pouqueville (1799-1801) care îl însoțise pe Napoleon în campania din Egipt și fusese făcut prizonier de turci în timpul călătoriei de întoarcere spre Franța, se simțeau în cetate destul de liberi, se dedau artei literare și erau în corespondență permanentă cu guvernele lor.
În același timp, fortăreața Edikule a fost locul de execuție a unor opozanți: viziri considerați trădători sau șefi ai teritoriilor cucerite de turci, precum David al II-lea, ultimul împărat al Trapezuntului. Tot aici a murit și Pál Béldi, fost trezorier al Principatului Transilvaniei.